# Club Voleibol Benidorm
El Club Voleibol Benidorm de Benidorm (Alicante) es un equipo de voleibol de España.
Compite desde la temporada 2005/2006 patrocinado por Visual Home. Anteriormente el equipo empleaba el nombre Playas de Benidorm.
Ha competido durante 18 años en Superliga.

## Premios, reconocimientos y distinciones
- Mejor Club Deportivo de la Provincia de 1989 en los Premios Deportivos Provinciales de la Diputación de Alicante[1]